# Teresa Gimpera
Teresa Gimpera (Igualada, 21 settembre 1936 – Barcellona, 23 luglio 2024) è stata un'attrice, modella e imprenditrice spagnola.

## Biografia
Bellezza bionda più nordica che spagnola, recitò sia in molti film di registi spagnoli sia in pellicole coprodotte con l'Italia. Con Lando Buzzanca interpretò il ruolo di Ursula nel film Spia spione del 1966. Terminata la carriera di attrice diresse un'agenzia di modelle e attrici in Spagna.

## Filmografia parziale
- Agente speciale L.K. (Operazione Re Mida) (Lucky, el intrépido), regia di Jesús Franco (1967)
- Spia spione, regia di Bruno Corbucci (1967)
- Wanted, regia di Giorgio Ferroni (1967)
- L'assassino fantasma (Viaje al vacío), regia di Javier Setó (1969)
- La battaglia d'Inghilterra, regia di Enzo G. Castellari (1969)
- Kidnapping! Paga o uccidiamo tuo figlio, regia di Alberto Cardone (1969)
- Le pistolere (Les Pétroleuses), regia di Christian-Jaque (1971)
- Il cadavere di Helen non mi dava pace (La casa de las muertas vivientes), regia di Alfonso Balcázar (1972)
- La notte dei diavoli, regia di Giorgio Ferroni (1972)
- Campa carogna... la taglia cresce, regia di Giuseppe Rosati (1973)
- Una breve vacanza, regia di Vittorio De Sica (1973)
- Lo spirito dell'alveare (El espíritu de la colmena), regia di Víctor Erice (1973)
- ...e poi, non ne rimase nessuno (And Then There Were None), regia di Peter Collinson (1974)
- Mi scappa la pipì papà (La guerra de papá), regia di Antonio Mercero (1977)
- Climax, regia di Francisco Lara Polop (1977)
- Vacanze erotiche di una minorenne (Las eróticas vacaciones de Stela), regia di Zacarías Urbiola (1978)
- Borrasca, regia di Miguel Ángel Rivas (1978)
- Cartas de amor de una monja, regia di Jorge Grau (1978)
- La ocasión, regia di José Ramón Larraz (1978)
- Los embarazados, regia di Joaquín Coll Espona (1982)

## Doppiatrici italiane
- Maria Pia Di Meo in Spia spione, Wanted
- Rita Savagnone in L'assassino fantasma
- Melina Martello in La battaglia d'Inghilterra
- Anna Miserocchi in Il cadavere di Helen non mi dava pace
- Marzia Ubaldi in La notte dei diavoli
- Serena Verdirosi in Campa carogna... la taglia cresce